# Goudbuikpluimbroekje
Het goudbuikpluimbroekje (Eriocnemis mosquera) is een vogel uit de familie Trochilidae (kolibries). De soort komt hoog in het noordelijk deel van de Andes voor. De pootjes van deze kolibrie zijn voorzien van witte donsveertjes, vandaar de naam.

## Kenmerken
Deze kolibrie is 12 tot 13 cm lang en weegt 5,2 tot 5,8 g. Deze kolibrie is glanzend groen van boven, geleidelijk naar de staart toe overgaand naar donkerbruin met een metaalglans. De borst is bronskleurig groen. De staart is diep gevorkt. Het "pluimbroekje" is wit. Het vrouwtje en het mannetje verschillen weinig; de vleugels en staart van het vrouwtje zijn korter dan die van het mannetje.

## Verspreiding en leefgebied
Deze soort komt voor van westelijk Colombia tot noordwestelijk Ecuador aan de randen van montaan bos en nevelwoud op 1200 tot 3600 m boven de zeespiegel. De vogel heeft een voorkeur voor de meer open stukken, zoals bosranden en overgangszones met struikgewas.

## Status
De grootte van de populatie is niet gekwantificeerd. De vogel is algemeen in geschikt habitat en men veronderstelt dat de populatie stabiel is. Om deze redenen staat deze soort als niet bedreigd op de Rode Lijst van de IUCN.